# William Powell
William Powell (Pittsburgh, Pennsylvania, 1892. július 29. – Palm Springs, Kalifornia, 1984. március 5.) amerikai színész.
A Metro-Goldwyn-Mayer egyik legnagyobb férfi sztárja volt a '30-as években. Híres párt alkotott Myrna Loyjal, akivel összesen 14 filmben szerepelt együtt. Powelt háromszor jelölték Oscar-díjra pályafutása során.

## Fiatalkora
1892. július 29-én született Pittsburghben Horatio Warren Powell és az ír származású Nettie Manila Brady egyetlen fiaként. 1907-ben a családjával Kansas Citybe költözött, ahol 1912-ben érettségizett le. A Powell család csak néhány háztömbnyire lakott a Carpenter családtól – akiknek lánya Jean Harlow néven vált világhírűvé – habár nem találkoztak egymással, amíg mindketten színészekké nem váltak.

## Karrierje
A középiskola elvégzése után New Yorkba költözött, hogy az American Academy of Dramatic Arts nevű színiskola hallgatója legyen. Később több évi sikeres Broadway-fellépés után 1922-ben elkezdődött a hollywoodi pályafutása a John Barrymore főszereplésével készült Sherlock Holmes-ban, melyben a gonosz Moriarty professzor egyik emberét alakította. Legemlékezetesebb némafilmes alakítása az első legjobb férfi főszereplő Oscar-díjával jutalmazott Emil Jannings oldalán volt A hontalan hős-ben (1928), melynek eredményeképpen megkapta élete első főszerepét a The Canary Murder Case (1929) című krimiben.

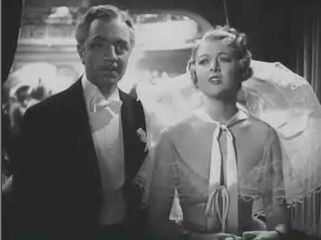
Powell és Myrna Loy A nagy Ziegfeldben

Powell leghíresebb szerepe Nick Charles figurája volt, akit hat filmben játszott el, elsőnek az 1934-ben bemutatott A cingár férfi-ben. A szerep remek lehetőséget nyújtott számára, hogy megmutassa zengő hangú beszédét kifinomult sármmal és szellemes humorral párosítva. A produkció el is hozta számára élete első Oscar-jelölését. Filmbeli feleségét Myrna Loy alakította a sorozat mind a hat részében. Ez a párosítás Hollywood egyik legtöbbet együtt dolgozó duóját teremtette meg, Powell és Loy összesen 14 produkcióban játszott együtt.
Szintén együtt játszott Loyjal az Amerikai Filmakadémia 1936-ban a legjobb film díjával jutalmazott A nagy Ziegfeld-ben. Powell a főszereplő Florenz Ziegfeldet játszotta, míg Loy a feleségét, Billie Burkeöt. Szintén abban az évben Powell megkapta második Oscar-jelölését a Godfrey, a lakáj című filmért.
1935-ben Jean Harlow partnere volt a Reckless-ben. Hamarosan komoly kapcsolat is alakult ki kettőjük között, de Harlow 1937. június 26-án elhalálozott, mielőtt összeházasodhattak volna. Szerelme halála miatt érzett fájdalom és akkoriban kialakult végbélrákja miatt csak kevesebb felkérést fogadott el a jövőben.
A karrierje jelentősen lelassult a '40-es években, habár 1947-ben ismételten Oscarra jelölték az Élet apával című, Kertész Mihály rendezte vígjátékban nyújtott alakításáért. Utolsó filmje az 1955-ben bemutatott Mr. Roberts volt, melyben Henry Fonda, James Cagney és Jack Lemmon partnereként szerepelt. Annak ellenére, hogy a későbbiekben többen próbálták visszacsábítani a mozivászonra, Powell visszautasított minden ajánlatot.

## Magánélete
1915-ben feleségül vette Eileen Wilsont, házasságuk 15 évig tartott. 1925-ben született fiuk William David, aki egyben Powell egyetlen gyermeke is volt. (Powell fia később televíziós producer és író lett, de rossz egészségi állapota és depressziója miatt 1968-ban öngyilkosságot követett el.)
Második felesége a filmcsillag Carole Lombard volt. A házasság két év után 1933-ban válással végződött, de a kapcsolatuk a továbbiakban is baráti maradt. Három évvel később ők voltak a főszereplői a Godfrey, a lakáj című nagy sikerű vígjátéknak.
1935-ben szoros kapcsolatba került Jean Harlowval, de ez rövid életűnek bizonyult a színésznő 1937-es halála miatt. Harlow kezében – mielőtt eltemették volna – egy szál fehér gardénia és egy aláíratlan üzenet volt elhelyezve valószínűleg Powelltől. Az üzenet szövege: "Jó éjt, drága kedvesem!" volt. Powell fizetett Harlow végső nyughelyéért is a glendale-i Forest Lawn Memorial Parkban.
1940. január 6-án feleségül vette a nála 27 évvel fiatalabb Diana Lewis színésznőt háromheti ismeretség után. A házasság tartósnak bizonyult, egészen Powell haláláig tartott.

## Halála
A színészkedéstől közel 30 évnyi visszavonulása után, 1984. március 5-én, 91 éves korában hunyt el Palm Springsben, szívinfarktus következményében. A kaliforniai Cathedral City Desert Memorial Parkjában helyezték örök nyugalomra.

## Díjak és jelölések
Oscar-díj
- Oscar-díj
  - jelölés: legjobb férfi főszereplő – Élet apával (1948)
  - jelölés: legjobb férfi főszereplő – Godfrey, a lakáj (1937)
  - jelölés: legjobb férfi főszereplő – A cingár férfi (1935)

## Fontosabb filmjei
- 1955 – Mr. Roberts – Doc
- 1953 – Hogyan fogjunk milliomost? (How to Marry a Millionaire) – J. D. Hanley
- 1947 – A cingár férfi dala (Song of the Thin Man) – Nick Charles
- 1947 – Élet apával (Life with Father) – Clarence Day
- 1946 – Ziegfeld Follies – Florenz Ziegfeld Jr.
- 1945 – A cingár férfi hazamegy (The Thin Man Goes Home) – Nick Charles
- 1942 – Keresztutak (Crossroads) – David Talbot
- 1941 – A cingár férfi árnyéka (Shadow of the Thin Man) – Nick Charles
- 1941 – Szeress őrülten (Love Crazy) – Steve Ireland
- 1939 – A cingár férfi újabb esete (Another Thin Man) – Nick Charles
- 1937 – A császár gyertyatartója (The Emperor Candlesticks) – Stephan Wolensky báró
- 1937 – Mrs. Cheyney vége (The Last of Mrs. Cheyney) – Charles
- 1936 – A cingár férfi nyomában (After the Thin Man) – Nick Charles
- 1936 – Bulvár románc (Libeled Lady) – Bill Chandler
- 1936 – Godfrey, a lakáj – Godfrey Park
- 1936 – A nagy Ziegfeld (The Great Ziegfeld) – Florenz Ziegfeld Jr.
- 1934 – Evelyn Prentice – John Prentice
- 1934 – A cingár férfi (The Thin Man) – Nick Charles
- 1934 – Manhattani melodráma (Manhattan Melodrama) – Jim Wade
- 1929 – A gyávaság tollai (The Four Feathers) – William Trench százados
- 1928 – A hontalan hős (The Last Command) – Lev Andrejev
- 1927 – Nevada – Clan Dillon
- 1926 – A nagy Gatsby (The Great Gatsby) – George Wilson
- 1926 – Beau Geste – Boldini
- 1924 – Romola – Tito Melema
- 1922 – Sherlock Holmes – Wells

## Fordítás
- Ez a szócikk részben vagy egészben  a   William_Powell című angol Wikipédia-szócikk fordításán alapul.  Az eredeti cikk szerkesztőit annak laptörténete sorolja fel. Ez a jelzés csupán a megfogalmazás eredetét és a szerzői jogokat jelzi, nem szolgál a cikkben szereplő információk forrásmegjelöléseként.

## További információ
- William Powell a PORT.hu-n (magyarul)
- William Powell az Internetes Szinkronadatbázisban (magyarul)
- William Powell az Internet Movie Database-ben (angolul)